# 符騰堡的安東妮亞
符騰堡的安東妮亞（德語：Antonia von Württemberg，1613年3月24日—1679年10月1日），一位基督教卡巴拉學者，符騰堡公爵約翰·腓特烈的女兒。